# Canapium
Canapium (łac. Diœcesis Canapitanus) – stolica historycznej diecezji w Cesarstwie Rzymskim (prowincja Africa Proconsularis), współcześnie w Tunezji. Pierwszym wzmiankowanym biskupem był Feliks (V w.). W 1989 ustanowiona katolickim biskupstwem tytularnym.

## Biskupi tytularni
| Lp. | Biskup                          | Od                   | Do                |
| --- | ------------------------------- | -------------------- | ----------------- |
| 1   | Paul Michael Boyle CP           | 15 kwietnia 1991     | 21 listopada 1997 |
| 2   | John Ha Tiong Hock              | 17 stycznia 1998     | 21 czerwca 2003   |
| 3   | Jonas Ivanauskas                | 18 października 2003 | 11 lutego 2012    |
| 4   | José Luiz Gomes de Vasconcelos  | 21 marca 2012        | 8 lipca 2015      |
| 5   | Jonny Eduardo Reyes Sequera SDB | 14 października 2015 |                   |